# Combat de l'oasis des Deux Palmiers
Guerre italo-turque
La bataille de l'oasis des Deux Palmiers, également connue sous le nom de Suani Abd el-Rani, est un épisode de la guerre italo-turque.

## Description
Les Arabo-turcs, à partir d'une importante base établie à Benina, développent de nombreuses attaques contre la ligne fortifiée italienne de Benghazi et contre les unités de reconnaissance au cours des mois de novembre et décembre 1911, en maintenant leur force dans l'oasis des Deux Palmiers, également connue localement sous le nom de Suani 'Abd el-Rani (arabe Suwānī ʿAbd al-Rānī).
En mars 1912, les Arabo-turcs ont renouvelé leurs attaques contre les ouvrages défensifs de la ville. Outre les assauts menés contre les ouvrages défensifs en construction et notamment contre la redoute de Foyat, les Ottomans s'emploient à perturber les communications téléphoniques et télégraphiques entre les redoutes de Grande et de Foyat, ce qui oblige le commandement de Benghazi, dans la nuit du 11 au 12 mars, à établir une vigie sur la bordure orientale de Foyat pour surprendre les assaillants et à affecter une compagnie de la 57e d'infanterie à cette tâche. Aux premières heures du matin, vers 5 heures, une première attaque ottomane se développe, accompagnée de salves d'artillerie contre la redoute du Foyat, auxquelles répondent des tirs d'artillerie et de garnison. A 9h00, le général Ottavio Briccola ordonne au général Giovanni Ameglio d'agir de manière contre-offensive et il affecte à l'opération sept bataillons organisés en deux régiments, appartenant à la IVe Brigade (deux bataillons du 4e et un du 63e) et à la VIIe Brigade (deux bataillons du 57e et un du 79e), un groupe d'artillerie de campagne, un groupe d'artillerie de montagne et le régiment de cavalerie (deux escadrons de la Cavalerie de Lucques et deux de la Cavalerie de Plaisance), un escadron autochtone de Savari a également été ajouté aux troupes déjà déployées. Le septième bataillon (III/57e) est affecté à la réserve générale.
Ayant commencé à faire tirer l'artillerie, le général Ameglio décide de procéder contre les Turcs en avançant du nord et du sud pour empêcher les voies de fuite. Au fur et à mesure que les combats se développent, d'autres contingents du 79e d'infanterie et le bataillon du 57e placé en réserve interviennent en plus des unités des colonnes d'assaut. Les troupes turques, attaquées à la baïonnette par les fantassins des 4e, 63e, 57e et 79e d'infanteries et sous le feu de l'artillerie, sont contraintes de battre en retraite après avoir subi des pertes énormes.
Les pertes du côté italien sont de 5 officiers morts et 12 blessés; 32 soldats morts et 130 blessés. Les pertes de l'adversaire sont estimées à environ un millier, dont 750 morts sur le terrain. Le succès italien, s'il fait renoncer l'armée turque à poursuivre son action contre Benghazi, n'est pas décisif car le gros des forces turques n'intervient pas dans la bataille et continue donc à menacer la région.

## Note
1. ↑  Pendant la guerre italo-turque, elle sert de base armée pour de nombreuses actions contre les fortifications et les troupes italiennes dans le secteur de Benghazi. Le camp est resté actif jusqu'en avril 1913, lorsque les troupes du Général D'Alessandro la détruit, capturant de grandes quantités de matériel de guerre et de denrées alimentaires.
2. ↑  Nommé d'après l'un des membres de la famille qui a contribué au développement de la vie sociale dans la région.
3. ↑  Encyclopédie militaire - Il Popolo d’Italia - Milan
4. 1 2  Società Editoriale Milanese – L'Italia a Tripoli. Storia degli avvenimenti della Guerra italo-turca
5. ↑  Ministère des affaires étrangères - M. A. Vitale - L'Italia in Africa - Serie storico-militare - Vol. 1 Avvenimenti Militari e Impiego - Africa Settentrionale (1911-1943). Rome, 1964